# Ines Diers
Ines Diers (Rochlitz, República Democràtica Alemanya, 2 de novembre de 1963) és una nedadora alemanya, ja retirada, guanyadora de cinc medalles olímpiques.
Especialista en la modalitat de crol va participar, als 16 anys, als Jocs Olímpics d'Estiu de 1980 realitzats a Moscou (Unió Soviètica), on va aconseguir guanyar medalles en les cinc competicions de natació que va disputar: la medalla d'or en la prova dels 400 metres lliures i els relleus 4x100 metres lliures, on l'equip democràtic alemany establín un nou rècord del món amb un temps de 3:42.71 minuts; la medalla de plata en els 200 m. lliures i 800 m. lliures; i la medalla de bronze en els 100 metres lliures, just per darrere de les seves compatriotes Barbara Krause i Caren Metschuck.
Al llarg de la seva carrera guanyà tres medalles en el Campionat d'Europa de natació, dues d'elles d'or.